# 福島海太
福島 海太（ふくしま かいた、1998年2月13日 - ）は、日本の俳優である。福岡県出身。SUI inc.所属。

## 略歴
- 2016年、それまで所属していたアミューズと契約終了、以降フリーで活動していた。
- 2017年10月、SUI inc.に所属したことを発表[2]。
- 2018年8月から半年間、アメリカ留学のため日本での芸能活動を休止していた[3]。

## 人物
- 趣味は釣り、サバイバル[4]。
- 特技は4歳から始めたダンス(ロック・ポップ・ヒップホップ・フリースタイル)、英語(インターナショナルスクール卒業)[4]。
- 得意なスポーツはサッカー、バスケットボール[4]。

## 出演

### 舞台
- 舞台「FROGS」
- ミュージカル『テニスの王子様』2ndシーズン - 金色小春 役
  - 青学vs四天宝寺（2013年12月19日 - 2014年3月2日、日本青年館 大ホール 他）
  - 春の大運動会 2014（2014年4月26日、横浜アリーナ）
  - 全国大会 青学vs立海（2014年7月12日 - 9月28日、TOKYO DOME CITY HALL 他）
  - テニミュ映画祭2014（2014年10月18日 - 31日、新宿ピカデリー 他）
  - Dream Live 2014（2014年11月15日 - 16日・11月22日 - 24日、さいたまスーパーアリーナ 他）
- アイドルステージシリーズ - 冥王星人★ポミィ / 美波日音 役
  - 『CHaCK-UP ～ねらわれた惑星～』（2015年1月7日 - 1月18日、紀伊國屋サザンシアター）
  - 『CHaCK-CHeCK-CHaRM case001〜地球のアイドルというものを勉強したのです！〜』（2015年2月16日・17日、時事通信ホール）
  - 『E.T.L vol.7 ～雨天決行★シャトルでキミを迎えに行くよ！～』（2015年5月26日 - 6月20日、全労済ホール/スペース・ゼロ 他）
  - 『CHaCK-UP―Episode.0―』（2015年12月16日 - 27日、紀伊國屋サザンシアター 他)
  - 『アンプラネット』（2016年4月30日 - 5月8日、紀伊國屋ホール）
  - 『E.T.L extra ～Volume上げてRising★ハイ！スペーストリップに出発だ！～ 』（2016年10月1日 - 10月30日、DMM VR THEATER）映像出演[注釈 1]
  - ミュージカルライブ『アンプラネット〜ボクの名は〜』（2017年6月8日 - 18日、紀伊國屋ホール）
  - 『E.T.L extra』DVD発売記念リバイバル上映（2017年7月15日 - 17日、DMM VR THEATER）映像出演[注釈 2]
  - 『E.T.L vol.8 ～ボクらのアジトでNATSU☆祭～』（2017年8月22日 - 25日、品川プリンスホテル クラブeX）
  - 『アンプラネット ―Back to the Past！―』（2018年1月5日 - 1月14日、品川プリンスホテル クラブeX）
  - 『E.T.L vol.214 ～ほしいのはキミのチョコだけ！～ 』（2018年2月14日 - 2月17日、品川プリンスホテル クラブeX）
  - ワクワク「E.T.L vol.214」上映会＆ドキドキWWミニコンサート（2018年4月1日、アニメイト池袋本店 9階）
  - DMM VR THEATER FINAL TRIP！『E.T.L extra ～Volume上げてRising★ハイ！スペーストリップに出発だ！～』（2019年10月19日 - 20日、DMM VR THEATER）映像出演
- 『ホイッスル！BREAK THROUGH-壁をつき破れ-』（2016年8月31日 - 9月8日、シアター1010）- 五味薫 役
- ミュージカル『Dance with Devils』 - カズラ 役
  - 〜D.C.〜（2016年12月21日 - 27日、AiiA 2.5Theater Tokyo）
  - 〜Fermata〜（2018年3月15日 - 25日、AiiA 2.5Theater Tokyo）
- ミュージカル『ちっちゃな英雄』（2017年8月27日 - 9月26日、サンリオピューロランド内 1階フェアリーランドシアター）- 主演：Team Shiny ジョージ 役
- RICE on STAGE「ラブ米」 - 弟鴨 役
  - ～Endless rice riot～（2017年11月17日 - 26日、品川プリンスホテル クラブeX）
  - Festival in バレンタイン（2018年2月14日 - 17日、品川プリンスホテル クラブeX）
  - ～I’ll give you rice～（2018年4月21日 - 30日、品川プリンスホテル クラブeX）
  - ～Rice will come again～（2020年11月19日 - 29日、品川プリンスホテル クラブeX）
- 「ひらがな男子」（2018年7月20日 - 29日、AiiA 2.5 Theater Tokyo）- ば 役
- 「Nostalgic Wonderland♪〜song & dance show〜 2020」（2020年8月5日 - 10日、恵比寿 ザ・ガーデンホール）
- 舞台『錦田警部はどろぼうがお好き』 （2021年3月11日 - 21日、品川プリンスホテル クラブ eX）- 部下田タテシ 役
- ナポリの男たちch特別回「舞台・ナポリの男たち～雄すぎ～』（2021年7月8日 - 19日、ヒューリックホール東京）- 蘭太郎 役
- ミュージカル『GREASE』（2021年10月30日 - 12月19日、シアター1010 他）
- ちびまる子ちゃん THE STAGE『はいすくーるでいず』（2022年12月15日 - 25日、天王洲 銀河劇場） - 白田嵐 役[5]
- リバース ヒストリカ（2023年4月26日 - 29日、赤坂RED/THEATER）[6][7]
- スパイラルスパイ（2023年7月10日 - 17日、紀伊國屋サザンシアター TAKASHIMAYA）[8]
- 特殊ミステリー歌劇『心霊探偵八雲』-呪いの解法-（2024年2月21日 - 3月3日、品川プリンスホテル クラブeX） - 縦川雅巳 役[9]
- Homecoming Party『START』（2024年3月22日 - 24日、品川プリンスホテル クラブeX）[10]
- 梅棒 18th "RE"SHOW『シャッター・ガイ』（2024年6月21日 - 7月7日、IMM THEATER / 7月12日 - 15日、梅田芸術劇場 シアター・ドラマシティ / 7月28日、東海市芸術劇場）[11]
- 甦夢THEATRE『黄金仮面-masque dore-』（2024年10月11日 - 20日、天王洲 銀河劇場） - 松本清太 役[12]
- WBB vol.26『サムライモード』（2025年6月4日 - 15日〈予定〉、紀伊國屋サザンシアター TAKASHIMAYA 他）[13]
- Multi-Unit Apartment（2025年8月1日 - 11日〈予定〉、品川プリンスホテル クラブeX） - ゾーイ 役[14]

### テレビドラマ
- 『ボクの妻と結婚してください。』（2015年、NHK BSプレミアム）- 三村修治（高校時代） 役

### TV
- 痛快TV スカッとジャパン（2015年、フジテレビ）

### イベント
- 『中村太郎 23rd Birthday & 2020カレンダー発売記念イベント』MC（2019年11月10日、16日、情報文化センター情文ホール 他）
- 『永田聖一朗 2020カレンダー発売記念イベント』MC（2019年11月23日、東京 カルチャーカルチャ ー）
- 『矢田悠祐 29 th Birthday Event』MC（2019年12月7日、TIAT SKY HALL）
- 『田村升吾2020年カレンダー発売記念イベント』MC（2019年12月15日、東京カルチャーカルチャー）
- 岩義人LIVE。その10。「岩三歩カウントダウンのカウントダウン」（2019年12月30日、新宿ブリーカー）
- ACTORS☆LEAGUE in Dance 2025（2025年8月26日〈予定〉、国立代々木競技場 第一体育館）[15]

### その他
- 東京2020パラリンピック閉会式（2021年9月5日、国立競技場）